# Anthurium salvinii
Anthurium salvinii är en kallaväxtart som beskrevs av William Botting Hemsley. Anthurium salvinii ingår i släktet Anthurium och familjen kallaväxter. Inga underarter finns listade.